# Stará pinakotéka
Stará pinakotéka (německy Alte Pinakothek) je muzeum umění (pinakotéka, obrazárna) v Mnichově, jedna z nejvýznamnějších galerií světa. Jsou zde vystaveny obrazy malířů od středověku až do poloviny 18. století. Díla jsou součástí Bavorských státních obrazových sbírek (Bayerische Staatsgemäldesammlungen).
Naproti Alte Pinakothek se nachází Nová pinakotéka s díly 19. a počátku 20. století. Spolu s Pinkotékou moderny a Muzeem Brandhorst s díly 20. a 21. století patří do tzv. Umělecké čtvrti (Kunstareal München).

## Historie
Dějiny Staré pinakotéky začínají již historickými obrazy, které si od roku 1528 nechával malovat bavorský vévoda Vilém IV. (vládl 1508–1550). Tak vznikl i slavný obraz Albrechta Altdorfera "Alexandrova bitva". Maxmilián I. Bavorský (vládl 1598–1651) získal mimo jiné díla Albrechta Dürera. V roce 1627 dostal díky jemnému nátlaku na norimberské radní Dürerův obraz Čtyři apoštolové, který malíř svému rodnému městu daroval. Měšťanům oznámil, že by toto dílo rád měl a zamítavé stanovisko by bral jako "zvláště velké opovržení". Během švédské okupace za třicetileté války však utrpěl velké ztráty, neboť 21 obrazů bylo odvezeno do Stockholmu a jen pět z nich bylo později navráceno.
Jeho vnuk Maxmilián II. Emanuel (vládl 1679–1726) získal jako místodržící Španělska v Holandsku mnohé obrazy holandských a vlámských malířů. V roce 1698 koupil v Antverpách 12 obrazů Petera Paula Rubense a 13 obrazů od van Dycka, přičemž Rubensovy obrazy pocházely z osobního dědictví umělce a tudíž vůbec nebyly určeny k prodeji. Za následovníků Maxmiliána Emanuela byly nákupy z důvodu omezeného rozpočtu přerušeny.
Rozvážným sběratelem holandského malířství byl také Maxmiliánův falcký bratranec Johann Wilhelm (vládl 1690–1716), jemuž vděčí Düsseldorfská galerie, kterou založil jeho dědeček Wolfgang Wilhelm, za svá nejcennější díla. Po sloučení Bavorska a Falcka se staly také falcké sbírky součástí Alte Pinakothek, neboť do bezpečí před francouzskými revolučními vojsky musely být přeneseny jak galerie v Mannheimu (1798) a Zweibrückenu (1799), tak nakonec v roce 1806 i düsseldorfská sbírka. Umělečtí agenti Johanna Wilhelma, kteří působili po celé Evropě, byli pověřeni vydat veškeré peníze raději za jeden vynikající obraz než za několik průměrných děl. Dnes je v Alte Pinakothek 32 obrazů z jeho sbírky Rubensových děl. Jako dar k sňatku s Marií Luisou de Medici dostal Raffaelův slavný obraz "Svatá rodina z domu Canigiani".
Mannheimskou galerii založil bratr Johanna Wilhelma, kurfiřt Karl Philipp (vládl 1716–1742). V rozšiřování galerie pak pokračoval jeho nástupce Karl Theodor (vládl 1742–1799), který měl slabost pro holandské malířství. Tak získal mimo jiné Rembrandtovu "Svatou rodinu". Sbírka z Zweibrückenu, která byla před přibližujícími se francouzskými vojsky převezena ze zámku Karlsberg nejdříve do Mannheimu a poté do Mnichova, vznikla ze soukromé sbírky Christiana von Mannlich (německý malíř a architekt), kterou od něj vévoda odkoupil. Vedle německých, vlámských a holandských obrazů zahrnuje také díla mladých francouzských malířů, např. obraz "Odpočívající dívka" (Marie-Louise O'Murphy) od Francoise Bouchera.
O něco později však utrpěla sbírka ztráty díky výpravě Napoleona Bonaparta, a tak např. Altdorferova "Alexandrova bitva" visela náhle v Napoleonově koupelně. Jen 27 obrazů z celkového zabaveného množství se po jeho svržení vrátilo zpátky do Mnichova. Proto se ze čtyř velkých loveckých obrazů, které si kdysi objednal Maxmilián I. u Rubense, nachází v Mnichově pouze "Lov hrocha". Díky sekularizaci v Bavorsku však současně přešlo do královského vlastnictví mnoho obrazů ze zrušených klášterů, z čehož obzvláště profitovala sbírka děl starých německých mistrů.
Král Ludvík I. Bavorský (vládl 1825–1848) nechal své agenty umění nakoupit řadu mistrovských děl. S oblibou sbíral staré německé obrazy a díla italské renesance. V roce 1827 získal sbírku Sulpize Boisseréeho s 216 díly starých německých a holandských mistrů. V roce 1828 se králi podařila koupě sbírky knížete Wallersteina s 219 díly hornoněmeckého a švábského malířství.
V roce 1838 vyšel první katalog obrazů. Později ještě stát koupil několik jednotlivých mistrovských děl. V roce 1852 však bylo 1000 obrazů prodáno v dražbě, mimo jiné např. Dürerova "Sv. Anna samotřetí" (dnes Metropolitní muzeum v New Yorku) a Grünewaldův "Oltář Panny Marie Sněžné" (nyní ve Freiburgu). Teprve od roku 1875, když byl vedoucím galerie jmenován Franz von Reber (1834 - 1919; ve funkci 1875 - 1909), byla Alte Pinakothek věnována opět větší pozornost. Období velkých nákupů bylo však pryč, i když von Reber a jeho následovník Hugo von Tschudi (1851 - 1911; ve funkci 1909 - 1911) pro pinakotéku získali několik vynikajících obrazů. Tak se do Mnichova dostali např. da Vinciho "Madona s karafiátem" nebo El Grekovo "Svlékání Krista".
Se začátkem války byla díla přemístěna, aby nevznikly žádné ztráty. V druhé polovině 20. století se především díky dlouhodobým půjčkám od bank podařilo nakoupit mnohá díla 18. století. Galerie získala např. Lancretovu "Ptačí klec" a Boucherovu "Madame de Pompadour". V roce 1988 jeden z návštěvníků Alte Pinakothek, Hans-Joachim Bohlmann, těžce poničil kyselinou několik děl Albrechta Dürera a ta pak byla řadu let restaurována. V roce 1990 se galerii podařilo získat obraz vlámského malíře Dierica Boutse "Ecce Agnus Dei".

## Budova
Umělecká díla královské sbírky se původně nacházela v různých zámcích a obyčejní lidé je nemohli obdivovat. Ludvík I. Bavorský obrazy pouze nenakupoval, ale chtěl také tyto umělecké poklady zpřístupnit veřejnosti. Proto pověřil architekta Lea von Klenze, aby na severním okraji Mnichova postavil budovu galerie. Základní kámen byl položen 7. dubna 1826 a na podzim roku 1836 byla budova dostavěna.
Stará pinakotéka byla největší muzejní budovou světa a na svou dobu byla architektonicky velice moderní. Již vnější vzhled budovy se zřetelně liší od typických muzejních budov počátku 19. století. Tato stavba se stala vzorem pro některé galerie v Římě, Petrohradě či v Kasselu.
Po těžkém poškození především střední části budovy v letech 1943 a 1944 byla Stará pinakotéka v letech 1952–1957 rekonstruována německým architektem Hansem Döllgastem. Způsob rekonstrukce, při kterém zůstalo patrné poškození budovy, je dodnes veřejností hodnocen sporně.[zdroj?]
V roce 1994 byla budova z důvodu generální rekonstrukce uzavřena a vybraná mistrovská díla byla vystavena v Nové pinakotéce. 23. července 1998 byla Stará pinakotéka znovu zpřístupněna veřejnosti.
Výstavní prostory se nacházejí jak v přízemí, tak i v prvním patře. Většina děl je vystavena v prvním patře. Jednotlivé výstavní místnosti se dělí na sály a kabinety. V sálech jsou vystavena především významná a velká umělecká díla; v menších kabinetech pak méně významné obrazy.
Rozmístění výstavních prostorů v přízemí:
- I - II Krátkodobé výstavy
- 1 - 4 Krátkodobé výstavy
- 16 - 23 Vlámské malířství, mj. s díly Jana Brueghela staršího

Rozmístění výstavních prostorů v prvním patře (hlavní výstavní prostory):
- I, IIa Staré holandské malířství, mj. s díly Joose van Cleve, Rogiera van der Weyden, Hanse Memlinga, Gerarda Davida a Diericka Boutse st.
- II, IIb Staré německé malířství, mj. s díly Hanse Holbeina st., Matthiase Grünewalda, Albrechta Altdorfera, Albrechta Dürera a Lucase Cranacha st.
- III Kolínské malířství, mj. s díly Stefana Lochnera, Mistra bartolomějského oltáře, Mistra života Marie
- IV Italské renesanční malířství, mj. s díly Fra Filippa Lippi, Sandra Boticelliho, Pietra Perugina, Domenica Ghirlandaia, Leonarda da Vinci a Raffaela
- V Benátské malířství, mj. s díly Lorenza Lotta, Tiziana, Jacopa Tintoretta a Paola Veronese
- VI Vlámské malířství 17. století, mj. s díly Franse Snyderse, Jacoba Jordaense, van Dycka a Jana Fyta
- VII Rubensův sál s díly Petra Paula Rubense
- VIII Vlámské malířství, mj. s díly Jana Fyta, Jacquese d'Arthois a Pietra Boela
- IX Holandské malířství 17. století, mj. s díly Franse Halse, Pietera Lastmana a Philipse Konincka
- X Italské barokní malířství, mj. s díly Federica Barocciho, Guida Reniho, Luca Giordana, Giovanni Battisty Tiepola a Johanna Lisse
- XI Francouzské malířství 17. století, mj. s díly Nicolase Poussina a Clauda Lorraina
- XII Francouzské malířství 18. století, mj. s díly Françoise Bouchera a Huberta Roberta
- XIIa Francouzské malířství 18. století, mj. s díly Nicolase Lancreta, Maurice Quentina de La Tour a Clauda Josepha Verneta
- XIIb Italské malířství 18. století, mj. s díly Antonia Canaletta a Francesca Guardiho
- XIII Španělské malířství, mj. s díly El Greca, Francisca de Zurbarána, Bartolomé Estebana Murilla a Diega Rodrígueze de Silva y Velázqueze

## Sbírka
700 maleb z celkem více než 1000 obrazů je stále vystaveno. Mimo to se v Alte Pinakothek konají různé krátkodobé výstavy.

### Německé malířství 14. - 17. století
Stará pinakotéka vlastní nejrozsáhlejší sbírku starého německého malířství, mimo jiné s díly Stefana Lochnera (Sv. Kateřina, Sv. Hubert a Sv. Quirinus s donorem, kolem r. 1435), Michaela Pachera (Oltář církevních Otců, kolem r. 1480), Albrechta Dürera (Autoportrét v kožichu, 1500, Oltář Paumgartnerů, 1503, Čtyři apoštolové, 1526), Hanse Baldunga Griena (Christoph I. von Baden, 1515), Albrechta Altdorfera (Listnatý les se Sv. Jiřím, kolem r. 1510, Zuzana v lázni, 1526, Dunajská krajina, kolem r. 1525, Alexandrova bitva, 1529), Lucase Cranacha st. (Ukřižování, 1503), Hanse Holbeina (Oltář Sv. Šebestiána, 1516), Matthiase Grünewalda (Setkání Sv. Erasma a Sv. Mauricia, kolem r. 1520), Hanse von Aachen (Vítězství Pravdy, 1598), Adama Elsheimera (Útěk do Egypta, 1609), Johanna Lisse (Smrt Kleopatry, kolem r. 1622)

### Staré holandské malířství 14. - 16. století
Sbírka starých holandských maleb patří k nejlepším na světě a zahrnuje mistrovská díla mimo jiné od Rogiera van der Weydena (Oltář Sv. Colomby, kolem r. 1455), Diericka Boutse (Ecce Agnus Dei, kolem r. 1462), Hanse Memlinga (Sedm radostí Panny Marie, 1480), Lucase van Leydena, Gerarda Davida, Adriaena Isenbranta (Odpočinek na útěku z Egypta, kolem r. 1520), Jana Gossaerta zvaného Mabuse (Danaé, 1527), Marinuse van Reymerswaele (Výběrčí daní s manželkou, 1538), Hieronyma Bosche

### Holandské malířství 17. století
Sbírka holandského barokního malířství tvoří v podstatě základ galerie. Zahrnuje díla početných mistrů, jako jsou např. Rembrandt van Rijn (Autoportrét, 1629, Svatá rodina, kolem r. 1633, Snímání z kříže, kolem r. 1633), Pieter Lastman (Odyseus a Nausicaa, 1619), Frans Hals (Portrét Willema van Heythuysena, kolem r. 1625), Carel Fabritius (Autoportrét, 1650), Ferdinand Bol (Guvernéři cechu obchodníků s vínem, 1659), Pieter Claesz (Zátiší s cínovou konvicí, kolem r. 1635), Adriaen van Ostade (Popíjející venkované v krčmě, kolem r. 1635), Salomon van Ruysdael (Říční krajina s přívozem, kolem r. 1630), Gerard ter Borch (Chlapec vybírající psovi blechy, kolem r. 1665), Willem van de Velde ml. (Klidné moře, 1655), Karel Dujardin (Nemocná koza, kolem r. 1665), Jacob van Ruisdael, Emanuel de Witte (Portrét rodiny, 1678) a Adrieaen van der Werff (Hrající si děti pod sochou Herkula, 1687).

### Vlámské malířství 16. a 17. století
Sbírka vlámských mistrů zaujímá hlavní sály Alte Pinakothek a zahrnuje mimo jiné hlavní díla Pietera Brueghela st. (Země blahobytu, 1566), Jana Brueghela st. (Svatá rodina, kolem r. 1623), Petra Paula Rubense (Velký poslední soud, 1617, Malý poslední soud, 1620, Únos dcer Leukippových, 1615/1616, Helena Fourmentová se synem Fransem, 1634), Anthonise van Dycka (Autoportrét, kolem r. 1621, Zuzana a starci, kolem r. 1622), Adriaena Brouwera (Chudí při kouření a popíjení, kolem r. 1635), Jacoba Jordaense (Sedlák a satyr, po r. 1620), Jana Siberechtse
Sbírka Rubensových děl s 72 obrazy je vůbec největší stálou výstavou tohoto umělce na světě. Malba Velký poslední soud je přitom největším vystaveným obrazem muzea.

### Italské malířství 13. až 18. století
Sbírka zažíná díly italské gotiky - mj. Giottova slavná Večeře Páně (krátce po r. 1306). Dále jsou zde zastoupeny všechny malířské školy italské renesance a baroka s díly mj. Fra Angelica (Ukládání do hrobu, kolem r. 1438), Fra Filippa Lippi (Zvěstování Panně Marii, kolem r. 1450), Leonarda da Vinci (Madona s karafiátem, kolem r. 1473), Antonella da Messina, (Annunciata, 1474), Sandra Boticelliho (Kladení do hrobu, kolem r. 1490), Domenica Ghirlandaia (Marie s dítětem a Sv. Dominik, Jan Křtitel a Jan Evangelista, kolem r. 1494), Lorenza Lotta (Mystická svatba sv. Kateřiny, kolem r. 1505), Raffaela (Svatá rodina z domu Canigiani, kolem r. 1505, Madonna Tempi, 1507, Madona s baldachýnem, 1514), Tiziana (Portrét Karla V., 1548), Jacopa Tintoretta (Mars a Venuše překvapeni Vulkánem, kolem r. 1555), Guida Reni (Nanebevzetí Panny Marie, 1631/42), Luca Giordana (Cynický filosof, kolem r. 1660), Antonia Canaletta (Piazetta v Benátkách, kolem r. 1730), Giovanniho Battisty Tiepola (Klanění tří králů, 1753) a Francesca Guardi (Regata na kanále della Guidecca, kolem r. 1784).

### Francouzské malířství 17. a 18. století
I přes blízký vztah Wittelsbachů k Francii zůstala sbírka francouzských maleb druhou nejmenší sbírkou v Alte Pinakothek. Tvoří ji díla Nicolase Poussina (Midas a Bacchus, kolem r. 1627), Clauda Lorraina (Přístav při východu slunce, 1674), Nicolase Lancreta (Ptačí klec, 1735), Jeana Siméona Chardina, Maurice Quentina de La Tour (Mademoiselle Ferrand přemýšlící o Newtonovi, 1752), Clauda Josepha Verneta (Orientální přístav při východu slunce, 1755), Françoise Bouchera (Madame de Pompadour, 1756), Jeana-Honoré Fragonarda (Dívka se psem, kolem r. 1770) a další.

### Španělské malířství 16. a 17. století
Ačkoliv je oddělení "Španělské malířství" vůbec nejmenší v pinakotéce, jsou zde zastoupeni všichni velcí mistři: El Greco (Svlékání Krista, kolem r. 1595), de la Cruz (Infantka Isabella Clara Eugenia Španělská, 1599), Velázquez (Mladý španělský šlechtic, kolem r. 1625), Jusepe de Ribera (Sv. Bartoloměj, kolem r. 1635), Zurbarán (Kladení do hrobu sv. Kateřiny Alexandrijské na hoře Sinaj, kolem r. 1636), Murillo (Malá úprava, kolem r. 1673). Obrazy Francisca Goyi byly začleněny do Nové pinakotéky.

## Galerie
Vybrané obrazy:

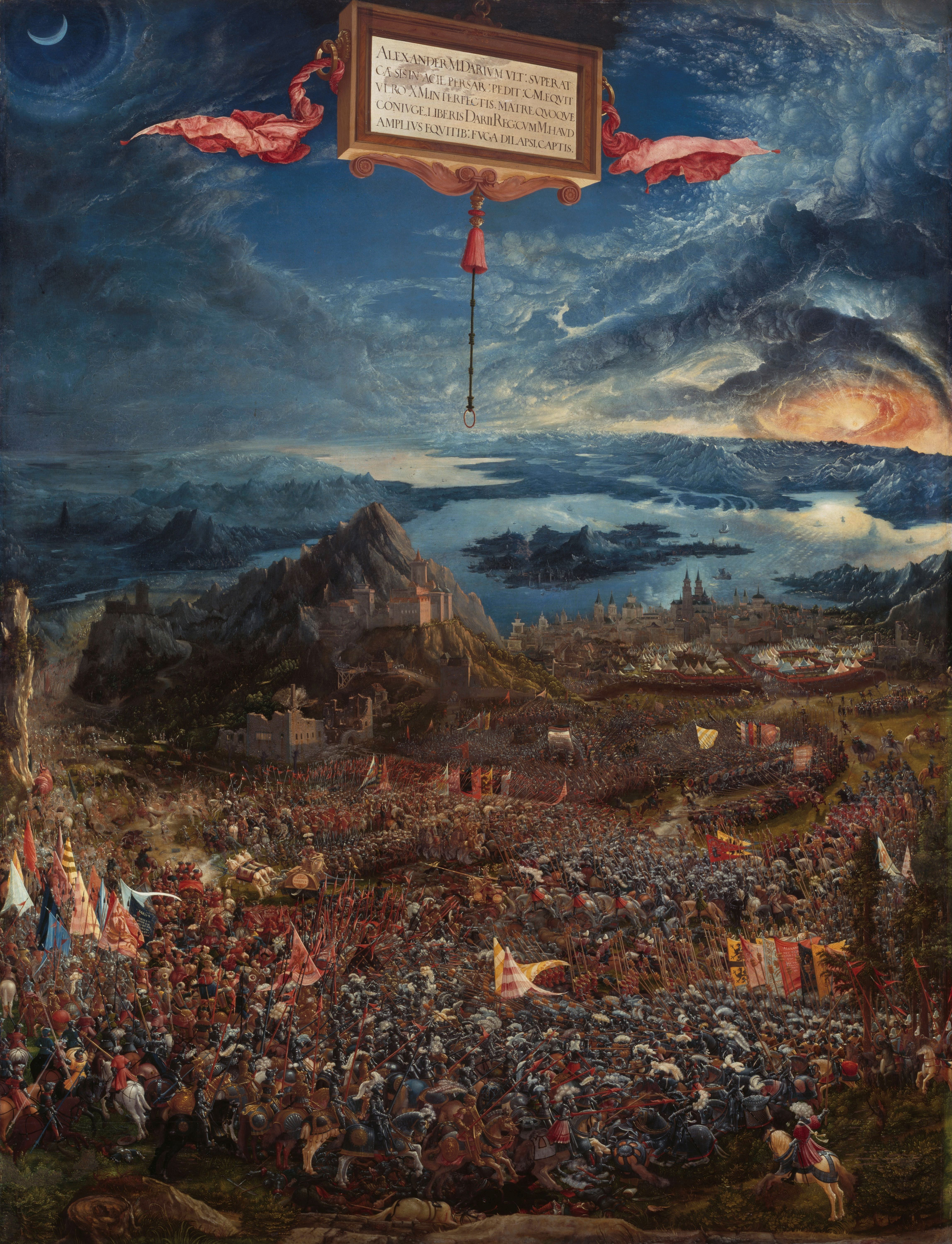
Albrecht Altdorfer: Alexandrova bitva
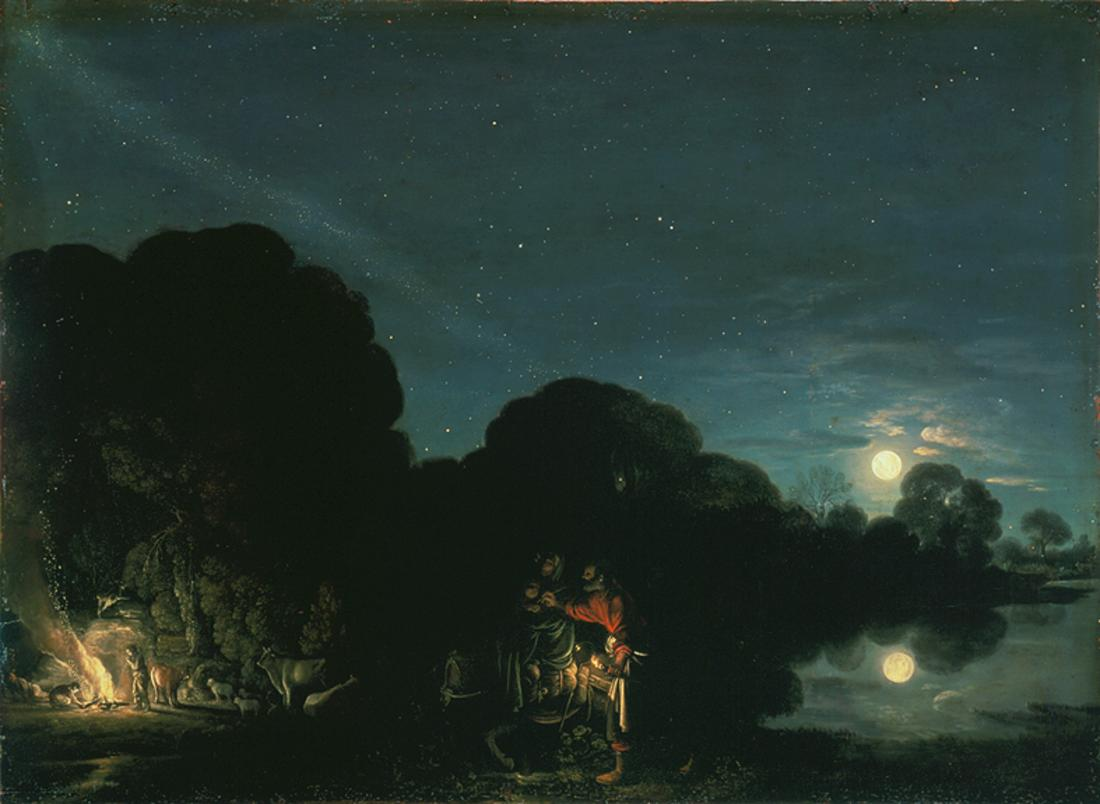
Adam Elsheimer: Útěk do Egypta
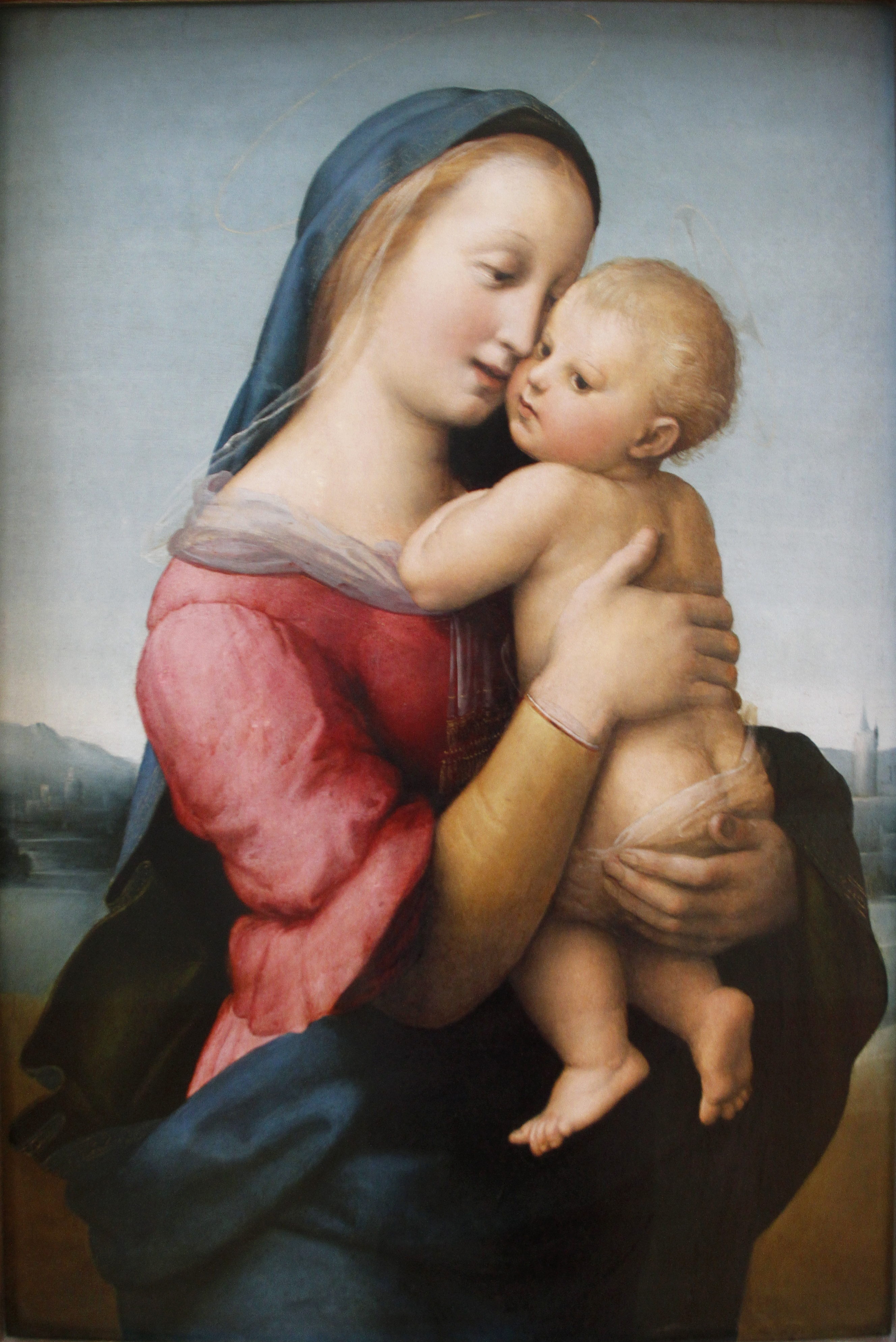
Raffael: Madona Tempiů
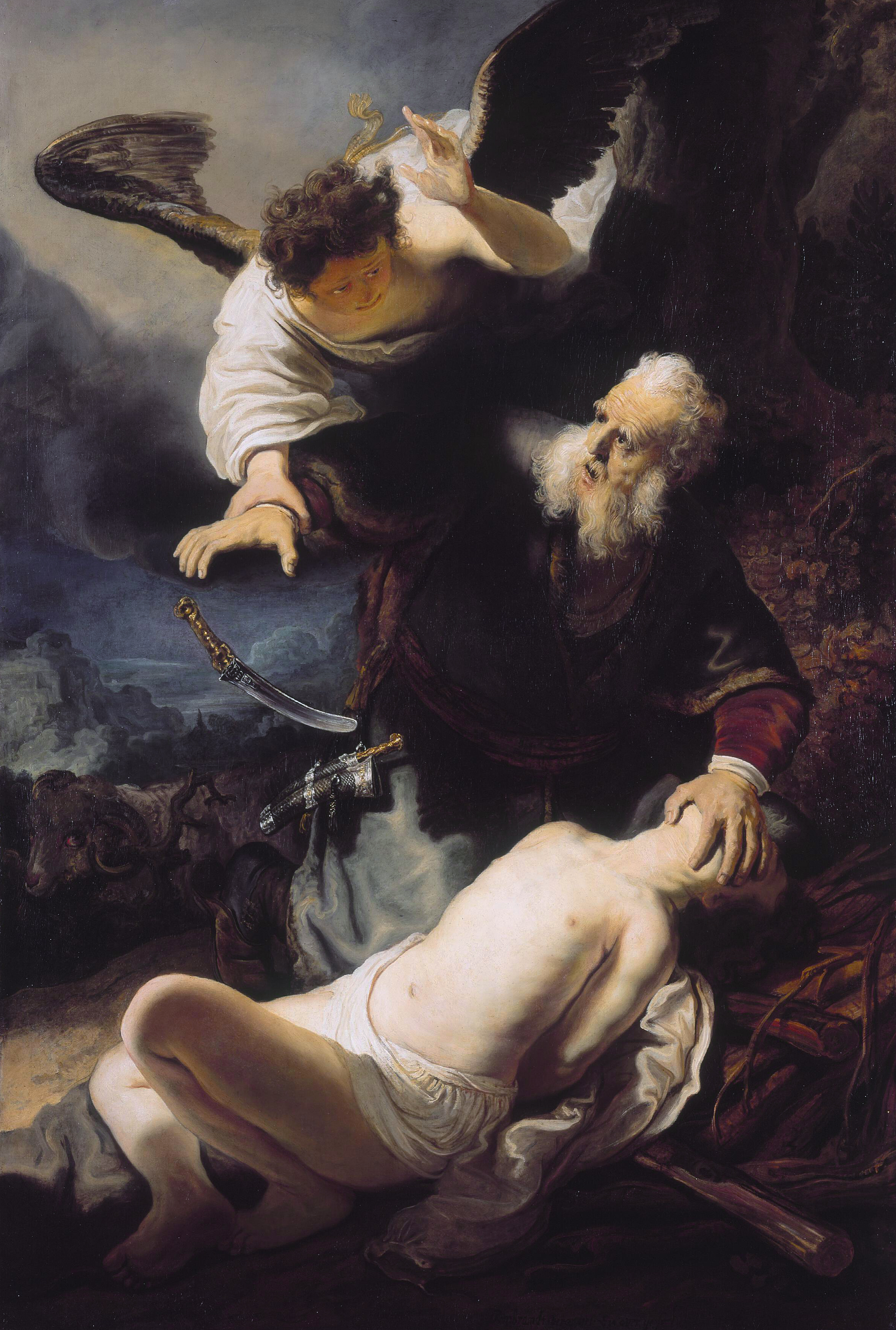
Rembrandt van Rijn: Obětování Izáka
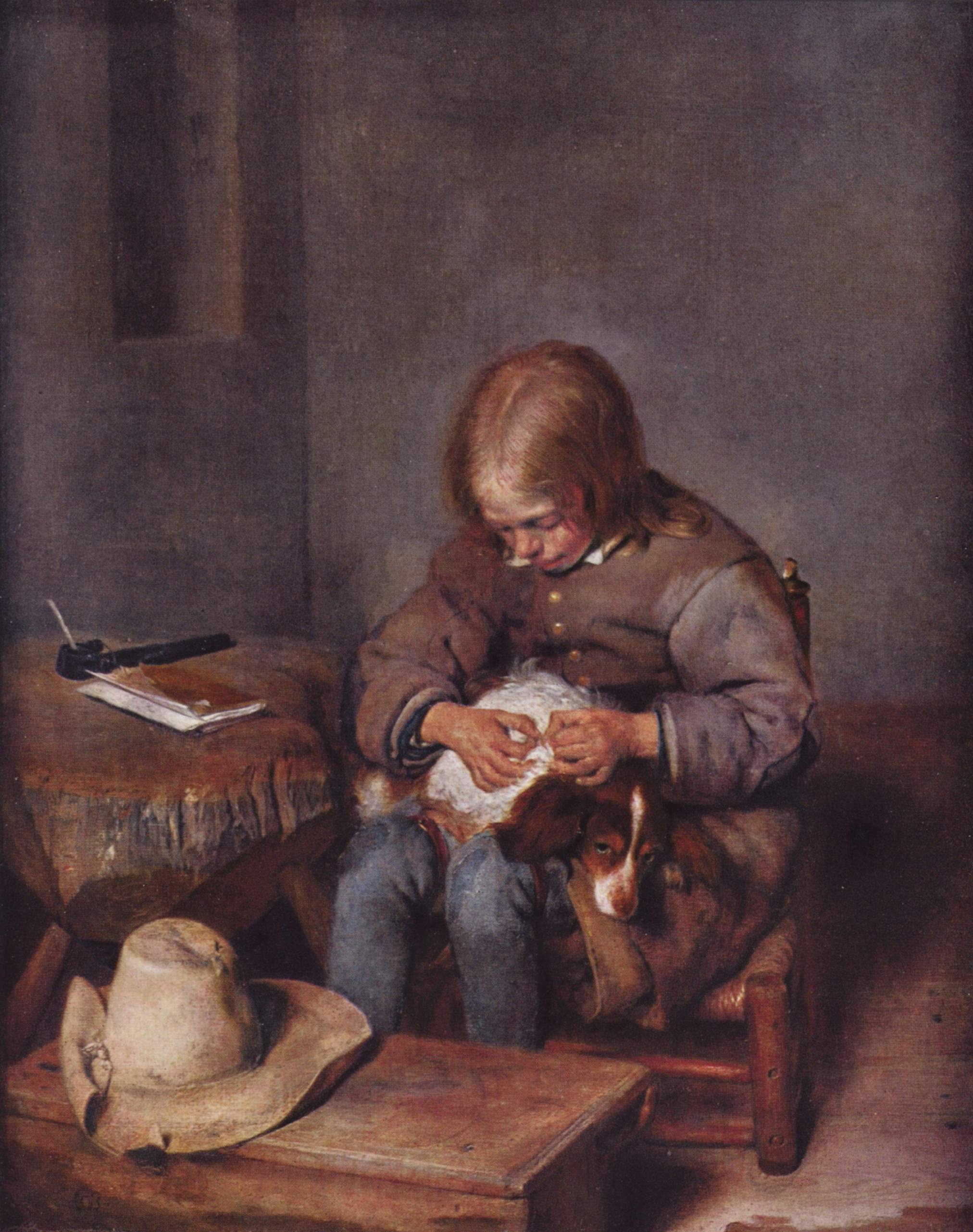
Gerard ter Borch: Chytání blech
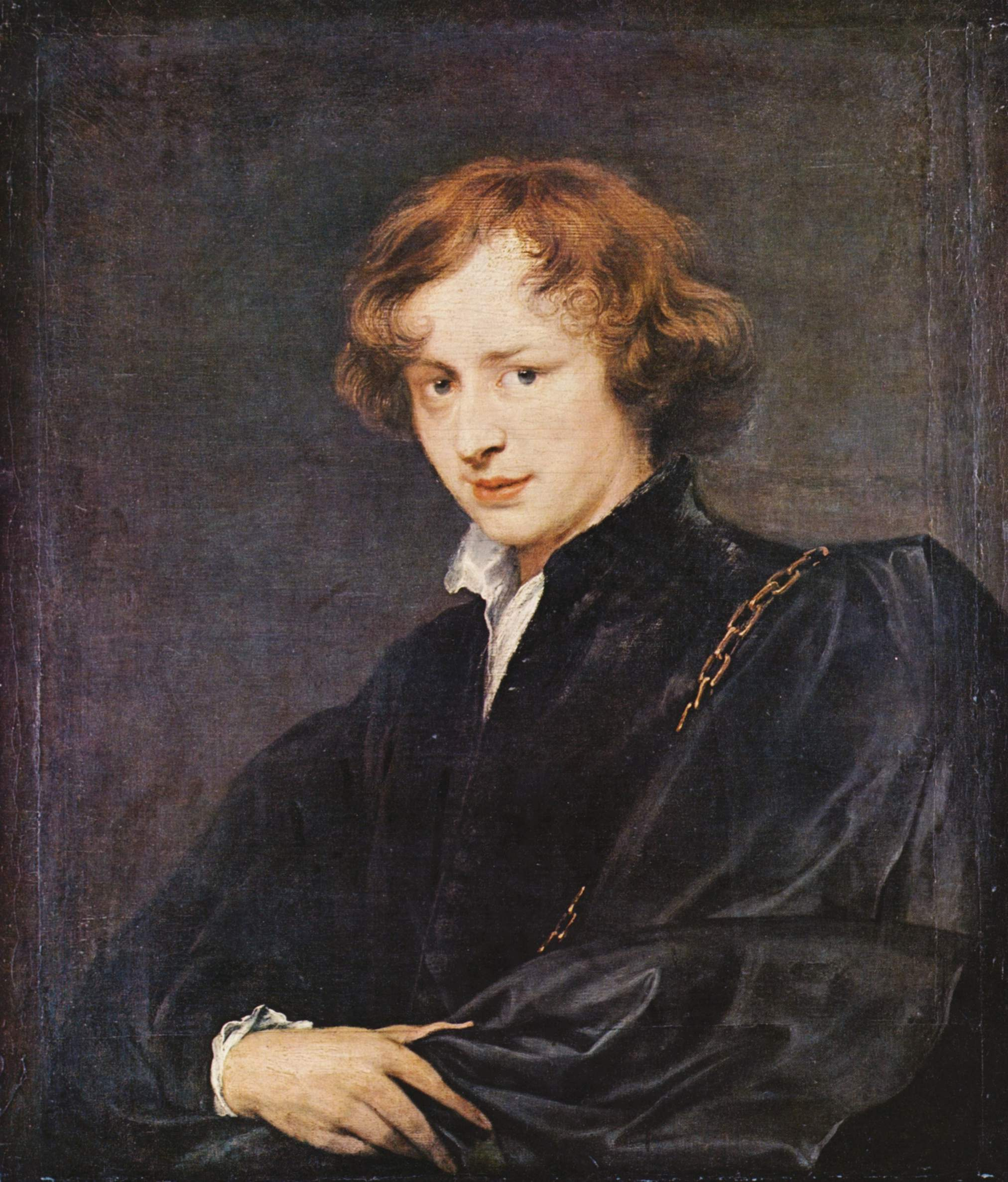
Anthony van Dyck: Autoportrét
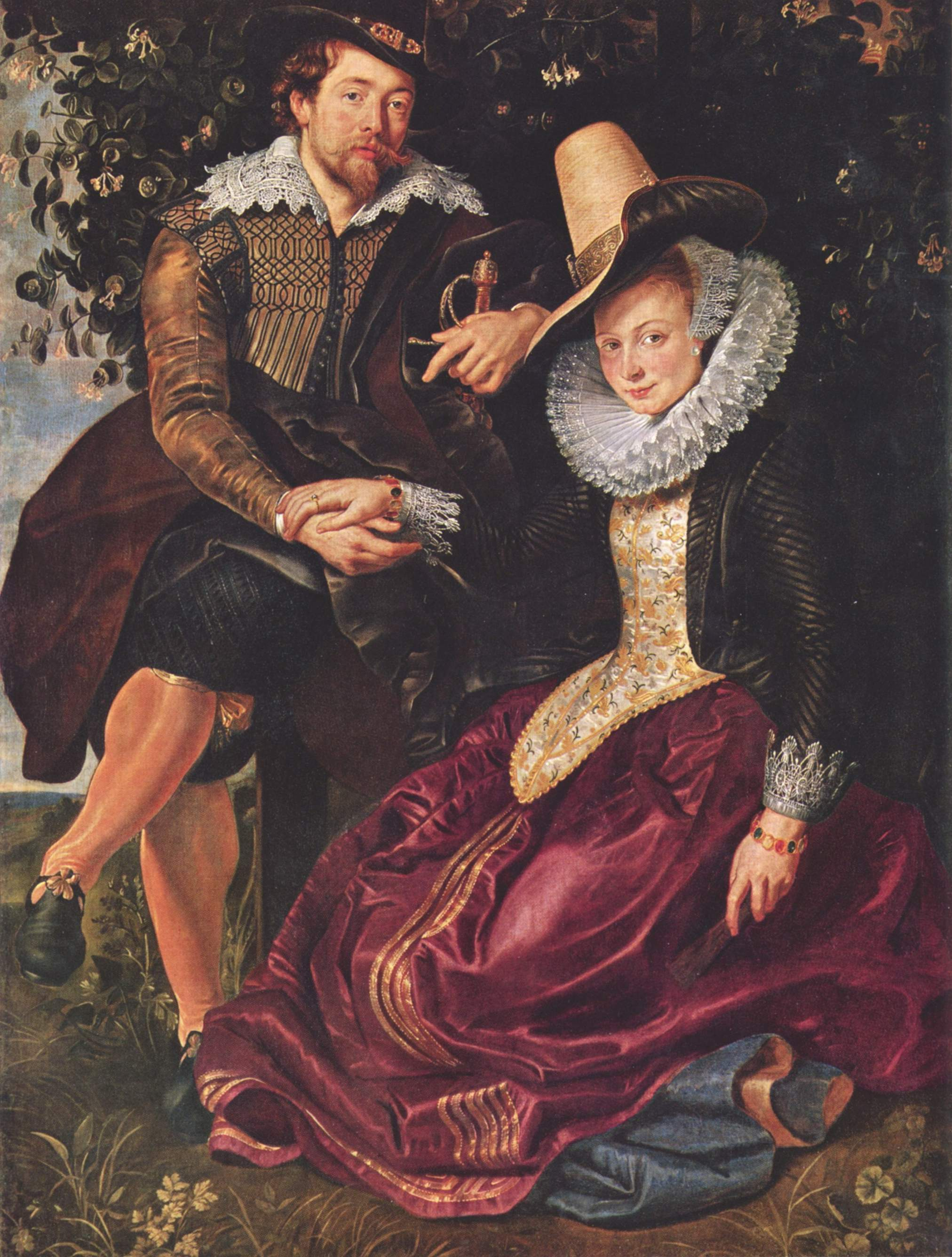
Peter Paul Rubens: Rubens a jeho první manželka Isabella Brantová
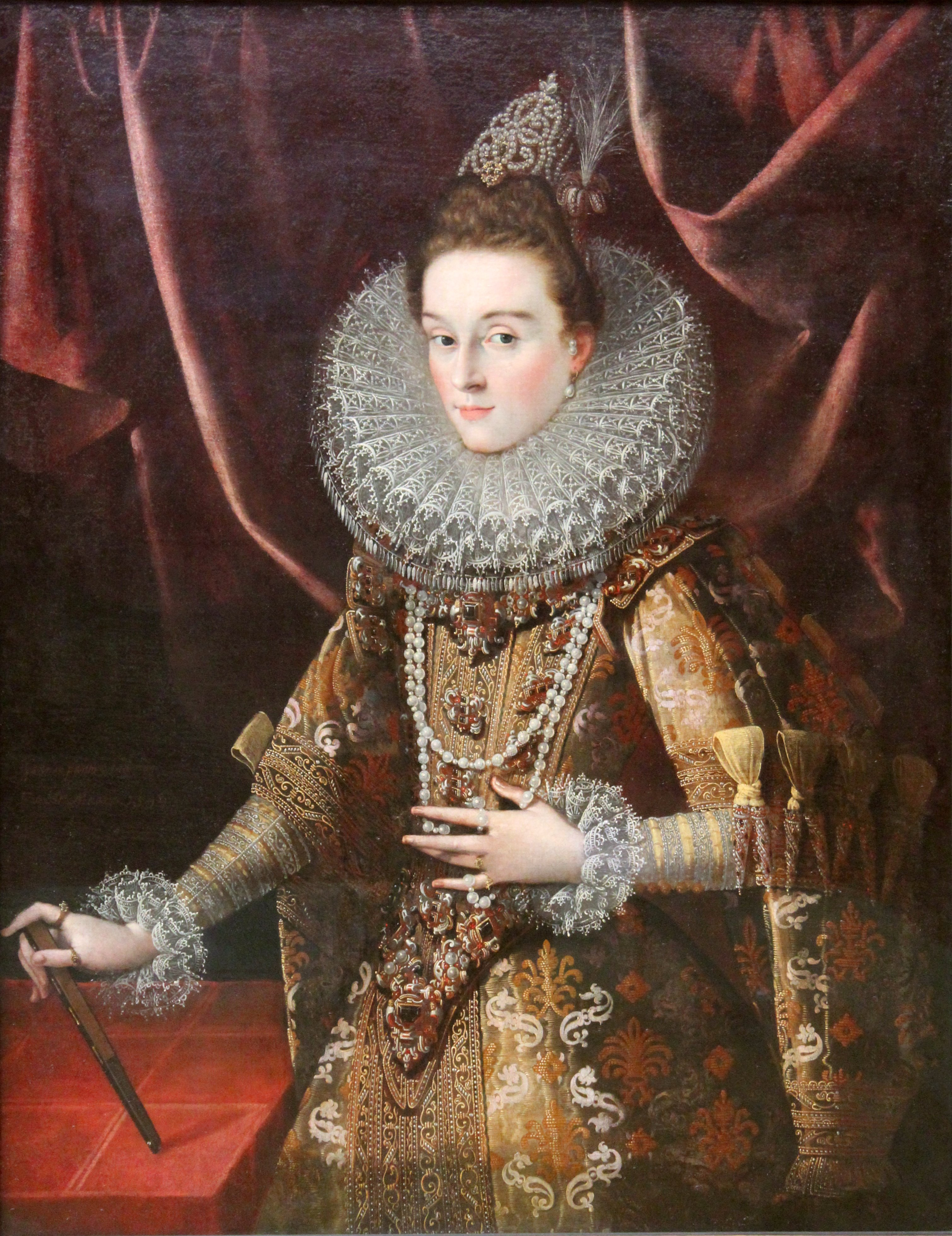
Juan Pantoja de la Cruz: Infantka Isabella Clara Eugenia
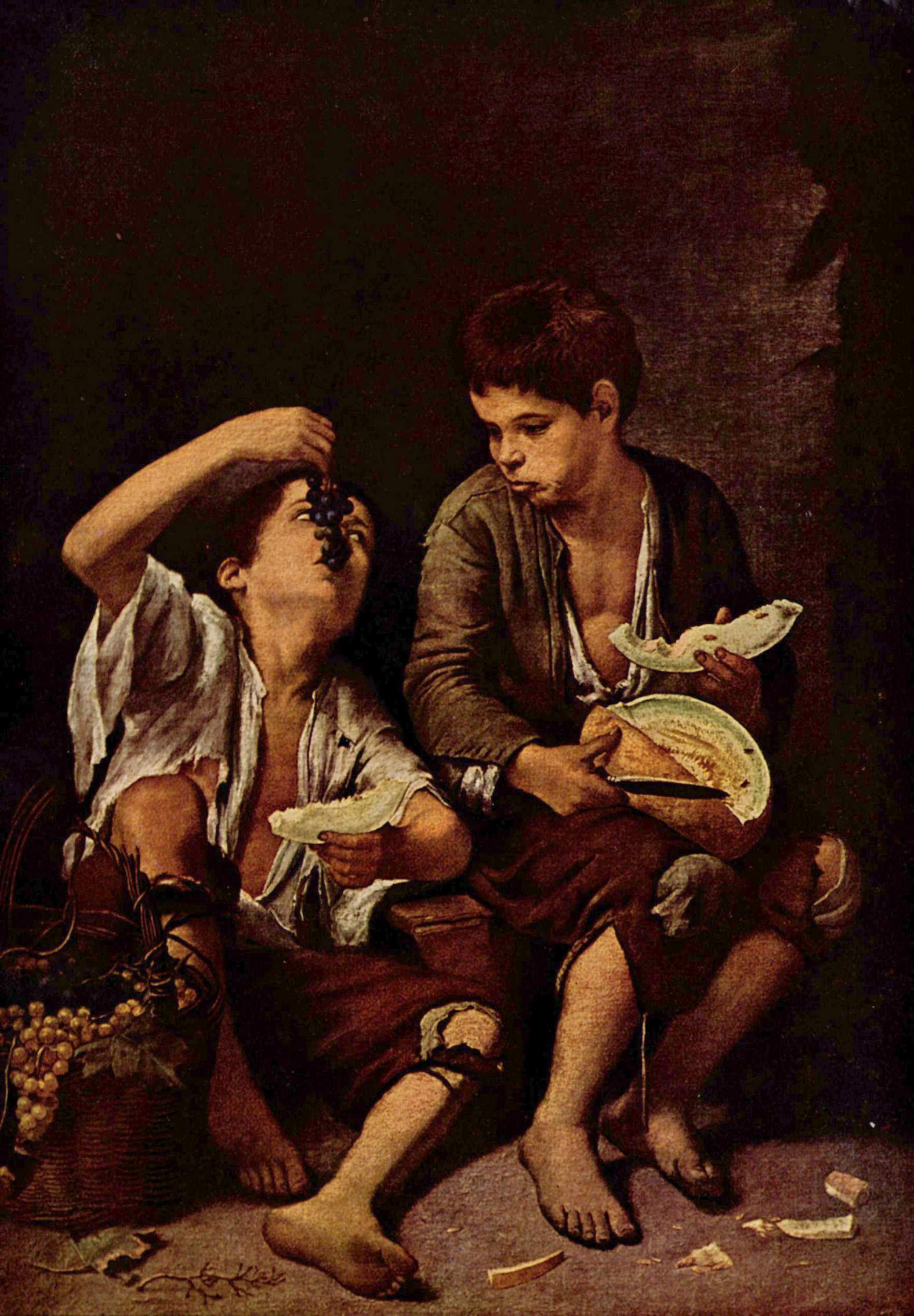
Murillo: Žebraví hoši jedí hrozny a meloun
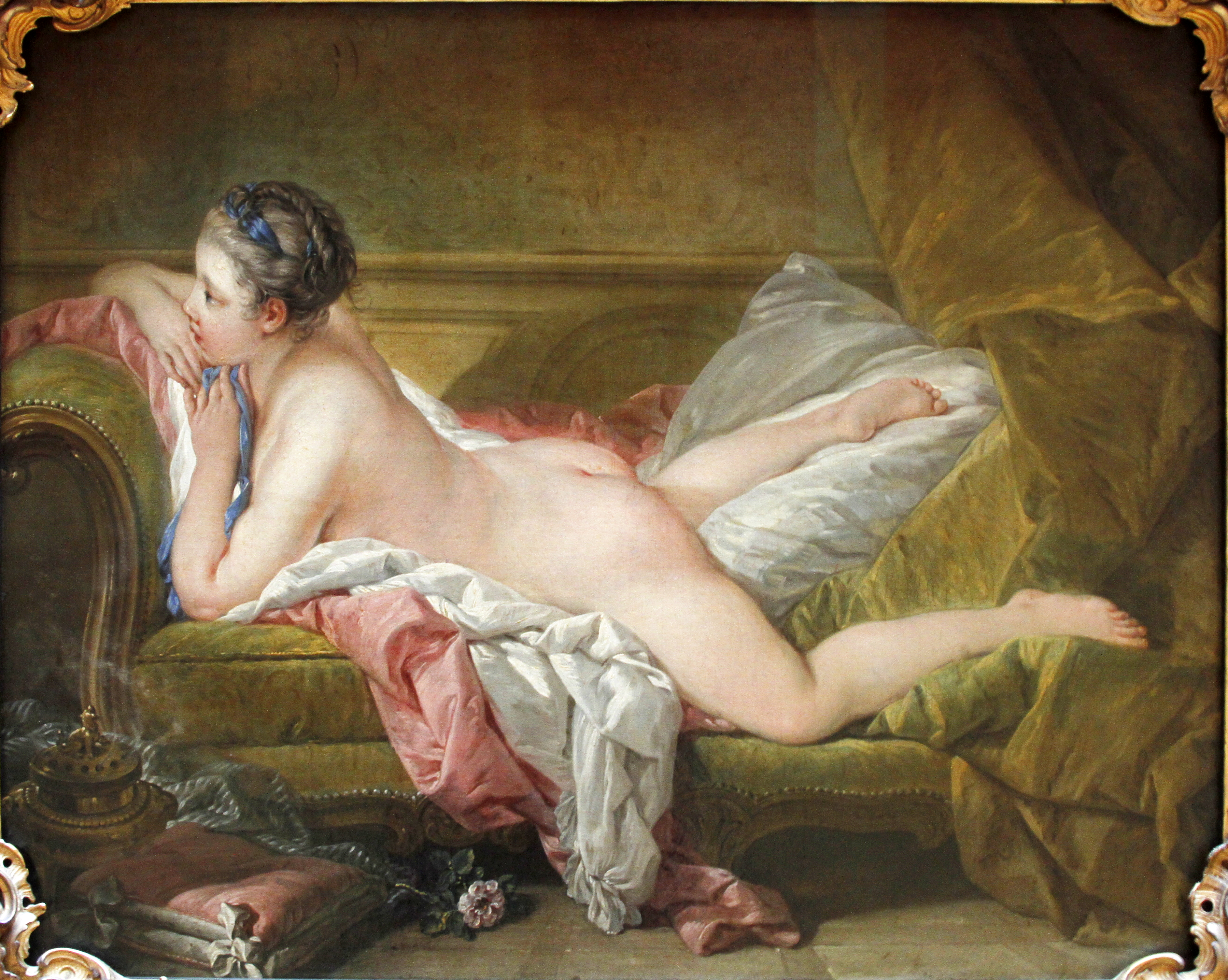
François Boucher: Odpočívající dívka (Marie-Louise O'Murphy, 1737–1818)